# Kilima Hawaiians

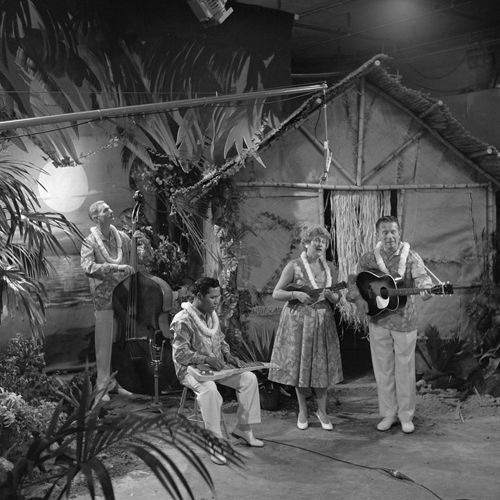
De Kilima Hawaiians in het televisieprogramma Van A tot Z in 1959

De Kilima Hawaiians was een Nederlandse muziekgroep die in 1934 werd opgericht door gitarist Bill Buijsman. Zij speelden "hawaiian", een muziekgenre gebaseerd op de volksmuziek van Hawaï met als kenmerk de steelgitaar, die in de jaren dertig en veertig van de twintigste eeuw populair was in Nederland. Er bestonden talloze orkestjes die hawaiian-muziek speelden. De Kilima Hawaiians, in hun bijpassende tropische outfits, waren het bekendst.

## Geschiedenis
1927, Bill Buijsman werkt als steward op een schip, als hij tijdens een reis bij Vancouver de film White Shadows in the South Seas ziet. Een optreden in de film van drie Hawaïaanse muzikanten inspireert hem om ook een band te beginnen. In eerste instantie noemt hij de groep het Kilima Trio, later omgedoopt tot de Kilima Hawaiians. Op 26 juni 1934 treden zij voor het eerst op bij de KRO. De band bestaat dan uit Buijsman, Willem Ruivenkamp en Smoke van der Elst.

### Tweede Wereldoorlog
Tijdens de Tweede Wereldoorlog verbieden de Duitse bezetters Engelstalige muziek. Hawaiian wordt nog wel toegestaan. De Kilima Hawaiians passen zich aan en schakelen over naar de Nederlandse taal. Zo worden zij gezien als de pioniers van de "Nederhawaiian", de Nederlandstalige versie van het hawaiian. Bills vrouw Mary Buijsman wordt de vaste zangeres van de band. Ook speelt zij de ukelele. In 1941 brengt de groep zijn eerste 78 toerenplaat uit. Er vinden in die jaren enige wisselingen plaats. Ruivenkamp wordt vervangen door gitarist Jo de Gast. In 1942 komt bassist Wim van Herpen bij de groep. Ook gitarist Vic Spangenberg sluit zich aan bij de Kilima Hawaiians. Spangenberg is lid van het verzet en moet in november 1944 Nederland ontvluchten.

### 1945-1950
Theo Ehrlicher is in 1945 de opvolger van Vic Spangenberg. Als steelgitarist is hij een van de belangrijkste leden van de band en verantwoordelijk voor hun kenmerkende sound. In de periode 1945-1950 kent het succes van de groep een hoogtepunt. Er zijn in de jaren vlak na de Tweede Wereldoorlog zo'n zeshonderd hawaiian-groepen in Nederland actief, maar de Kilima Hawaiians is daarvan veruit de bekendste. Zij treden op in de grootste zalen, waaronder het Concertgebouw, en spelen ook in het buitenland. In 1947 en 1948 treden zij op in Indonesië, zowel voor de Nederlandse troepen als voor Indonesiërs. In de daaropvolgende jaren spelen zij in onder andere Duitsland, België, Scandinavië en Zwitserland.
In 1947 heeft de band zijn grootste hit, "Er Hangt een Paardenhoofdstel Aan de Muur", een cover van Carson Robinsons "Bridle Hanging On The Wall". De groep breidt in die jaren zijn repertoire uit met Indische, Zuid-Afrikaanse en cowboyliedjes. In die jaren heeft Buijsman een tweede muziekproject, Bill Kilima & His Singing And Swinging Cowboys.

### Jaren vijftig en verder
In de jaren vijftig neemt de interesse in hun muziekstijl langzaam maar zeker af. Wel groeit hun populariteit in Duitsland. In 1953 brengen ze daar een Duitse vertaling van hun grootste hit uit, "Es hängt ein Pferdehalfter an der Wand". Het wordt een van de eerste nummer één-hits van de Duitse hitparade.
Theo Ehrlicher verlaat de Kilima's in 1958 om leraar te worden. Hierna neemt eerst Mike Anoy en vervolgens Rudi Wairata het spelen op de steelgitaar over. Wairata brengt Ambonese invloeden in de muziek. In 1960 verlaat hij de groep om te gaan wonen in Duitsland. Hij wordt vervangen door de Indonesische steelgitarist Coy Pereira. Hij blijft een korte tijd bij de groep, maar verlaat de Kilima's voor een kantoorbaan in Rotterdam. Hij wordt vervolgens opgevolgd door Frans Doolaard, die drie jaar bij de groep blijft. In 1967 keert Pereira terug bij de groep.
De band blijft tot in de jaren zeventig actief. Pas in 1968 komt de hawaiianmuziek weer serieus om de hoek kijken toen de NCRV het radioprogramma The Kilima Hawaiian Show startte, dat tot in 1982 wordt uitgezonden. Het wordt gepresenteerd door Skip Voogd. In 1969 bezoeken Bill en Mary Buijsman voor het eerst Hawaï.
Alle leden van de groep zijn inmiddels overleden. Bill Buijsman overlijdt in 1991, zijn vrouw Mary Buijsman in 2002, Luut Buijsman in 2004, Coy Pereira in 2005 en Theo Ehrlicher in 2007. Vic Spangenberg, het laatste overlevende bandlid, sterft op 30 april 2016, op 94-jarige leeftijd in zijn woonplaats Alkmaar.

## Trivia
- Acteur John Buijsman, zoon van Luut Buijsman, ging in 2015 de theaters in met Hula Blues, een show over de Kilima Hawaiians.